# آنتسیرانامبه
آنتسیرانامبه (به لاتین: Antsiranambe) یک منطقهٔ مسکونی در ماداگاسکار است که در فرافنگانا واقع شده‌است. آنتسیرانامبه ۳٬۰۰۰ نفر جمعیت دارد و ۲۷ متر بالاتر از سطح دریا واقع شده‌است.